# Antonino Procida
Antonino Procida més conegut com a Iosquin (Nàpols, 30 de gener de 1894 - 1957) fou un compositor italià autor d'un bon nombre de melodies populars i també va ser crític musical del Giornale della Sera i del Mattino, havent col·laborat en bon nombre d'altres revistes amb articles relatius a temes musicals. Fou professor d'Història de la Música en el Conservatori de Santa Maria Copua Vetere.